# Alborea
Alborea község Spanyolországban, Albacete tartományban. Lakosainak száma 676 fő (2024).

## Földrajza
Alborea Alcalá del Júcar, Casas de Ves, Casas-Ibáñez, Villatoya és Requena községekkel határos.

## Népesség
A település lakosságának változását az alábbi diagram mutatja:
| Lakosok száma | 808  | 793  | 797  | 870  | 848  | 778  | 710  | 658  | 670  | 676  |
|               | 2001 | 2004 | 2006 | 2009 | 2011 | 2014 | 2016 | 2019 | 2021 | 2024 |